# شهرستان لیک (ایندیانا)
شهرستان لیک، ایندیانا (به انگلیسی: Lake County, Indiana) شهرستانی در ایالات متحده آمریکا است که در ایندیانا واقع شده‌است.

## خصوصیات
شهرستان لیک ۴۹۶٬۰۰۵ نفر جمعیت دارد و ۲۰۲٫۰۸ متر بالاتر از سطح دریا واقع شده‌است.